# António da Cunha Aragão
António da Cunha Aragão MOVM • OA • ComA • GOA • M?MM (Lisboa, Santa Isabel, 20 de fevereiro de 1904 — Porto, 12 de setembro de 1974) foi um oficial da Marinha de Guerra Portuguesa, onde atingiu o posto de comodoro, que se distinguiu pela sua acção como comandante do NRP Afonso de Albuquerque durante a invasão da Índia Portuguesa em dezembro de 1961. Foi irmão de Francisco Xavier da Cunha Aragão, conhecido como o herói de Naulila.

## Biografia
António da Cunha Aragão nasceu no seio de uma família com tradições militares, filho do capitão-de-fragata Militão Constantino Aragão e de sua esposa Ana Henriqueta da Cunha Aragão. Destinado a seguir a carreira paterna, matriculou-se na Escola Naval, ingressando na Armada como aspirante a 1 de outubro de 1923. Terminado o curso, a 1 de setembro de 1926 foi promovido a guarda-marinha e iniciou o seu serviço ativo. Ainda guarda-marinha, em 1928 casou em Macau, numa cerimónia realizada a bordo do navio de transporte NRP Pêro de Alenquer.
Especializado em radiotelegrafia, embarcou em diversos navios da Armada Portuguesa, com destaque para os afetos à Divisão Naval do Índico, em longas comissões de embarque, maioritariamente em águas ultramarinas, separadas por períodos de serviço em terra. Pertenceu à guarnição do cruzador Adamastor, do cruzador República, das canhoneiras Pátria, Damão e Mandovi e dos avisos NRP Bartolomeu Dias e NRP João de Lisboa. Comandou o vapor Lidador e os avisos NRP Pedro Nunes e NRP Afonso de Albuquerque, sendo que nestes últimos navios o serviço foi prestado nas águas do Estado da Índia. Em terra, foi, entre outras funções, comandante da Força Naval do Continente, Comandante Naval dos Açores e capitão dos portos da Guiné Portuguesa (1933-1938) e de Viana do Castelo (1956-1960).
Como capitão-tenente da marinha exerceu o cargo de encarregado do governo de Timor português, entre os dias 8 e 13 de junho de 1950. 
Ao comando do aviso de 2.ª classe NRP Pedro Nunes, então em missão nas águas do Estado da Índia, distinguiu-se no salvamento da tripulação do navio Eugenia, de bandeira liberiana, que naufragara em situação de temporal frente ao porto de Mormugão.  
Obteve grande notoriedade nacional e reconhecimento internacional quando, como comandante do NRP Afonso de Albuquerque protagonizou um dos principais combates durante a invasão de Goa pelas forças da União Indiana. O combate ocorreu a 18 de dezembro de 1961, opondo o Afonso de Albuquerque, que se encontrava fundeado frente ao porto de Mormugão, a forças navais indianas vastamente superiores.
O confronto ocorreu no contexto da disputa entre a União Indiana e Portugal pela soberania do então Estado da Índia, um território repartido pela costa ocidental do subcontinente indiano que após a independência da Índia (1947) e a incorporação no novo Estado da antiga Índia Francesa (concluída de facto em 1954) passou a constituir uma situação singular na região. Logo em 1954 os enclaves de Dadrá e Nagar-Aveli foram ocupados por forças da União Indiana, sendo frequentes as escaramuças na fronteira dos territórios remanescentes, em geral protagonizados por satyagraha (sânscrito: सत्याग्रह, satyāgraha; satya, "verdade" + agraha, "firmeza") seguidores de Mahatma Gandhi. O desfecho da contenda ocorreu de 17 para 18 de Dezembro de 1961, quando a União Indiana enviou as suas forças sobre os territórios portugueses, ao tempo apenas guarnecidos por cerca de 5000 militares do Exército, três pequenas lanchas de fiscalização costeira e o aviso NRP Afonso de Albuquerque, de 1800 t de deslocamento bruto, construído em 1934 e já obsoleto.
O Afonso de Albuquerque largara de Lisboa a 18 de Março de 1960 numa viagem de instrução de cadetes da Escola Naval, aportando a Goa no dia 16 de Junho daquele ano. Transferidos os cadetes para o aviso NRP Bartolomeu Dias, da mesma classe, que regressou a Lisboa, o Afonso de Albuquerque ficou em comissão nas águas do Estado da Índia. Na madrugada de 18 de Dezembro de 1961, quando as forças navais indianas se aproximaram de Goa, o navio estava num fundeadouro frente ao porto de Mormugão, recebendo às 06:40 uma mensagem do Comando Naval que dava conta da invasão do território. A guarnição do aviso ocupou os postos de combate às 06:55, tendo avistado três fragatas indianas em aproximação cerca das 09:00. Por volta da 12:00 a força indiana aproou ao porto a grande velocidade e abriu fogo, atingindo um dos navios mercantes fundeados na baía. Cunha Aragão deu então ordens picar a amarra e abrir fogo com as quatro peças de 120 mm que equipavam o navio, ignorando os sinais de morse acústico emitidos pelos navios indianos que o intimavam à rendição.
Em posição desfavorável, manobrando numa área restrita e confinada e enfrentando um inimigo superior em número e poder de fogo, o navio português foi atingido várias vezes. A torre directora ficou encravada e a ponte alta atingida, com um morto e vários feridos, entre eles o comandante Cunha Aragão, atingido com gravidade. Com as peças de artilharia fora de ação, o Afonso de Albuquerque perdeu capacidade de combate e cerca das 12:50 foi dada ordem à guarnição para abandonar o navio, permanecendo a bandeira portuguesa içada.
O comandante Cunha Aragão foi levado para o Hospital Escolar de Pangim, onde foi capturado pelas forças da União Indiana, que entretanto haviam assumido o controlo de todo o território da Índia Portuguesa. Em 1963 foi promovido por distinção ao posto de comodoro, passando à reserva à reserva em 1965.
Recebeu diversos louvores e foi agraciado com várias condecorações, nomeadamente a Medalha de Ouro de Valor Militar, com palma, a Medalha de Mérito Militar, e foi feito Oficial da Ordem Militar de Avis a 3 de Fevereiro de 1939, sendo Capitão de Fragata, tendo sido elevado a Comendador da mesma Ordem a 8 de Janeiro de 1960 e a Grande-Oficial a 31 de Agosto do mesmo ano pelo presidente da República, Américo Thomaz, e com a Cruz de 2.ª Classe com Distintivo Branco da Ordem do Mérito Naval de Espanha a 22 de Outubro de 1958.